# عماسا إي. كيلام
عماسا إي. كيلام هو سياسي كندي، ولد في 25 يوليو 1834، وتوفي في 20 أغسطس 1922. انتخب عضو الجمعية التشريعية لنيو برونزويك ‏.